# 폴스뷰 실내 워터파크

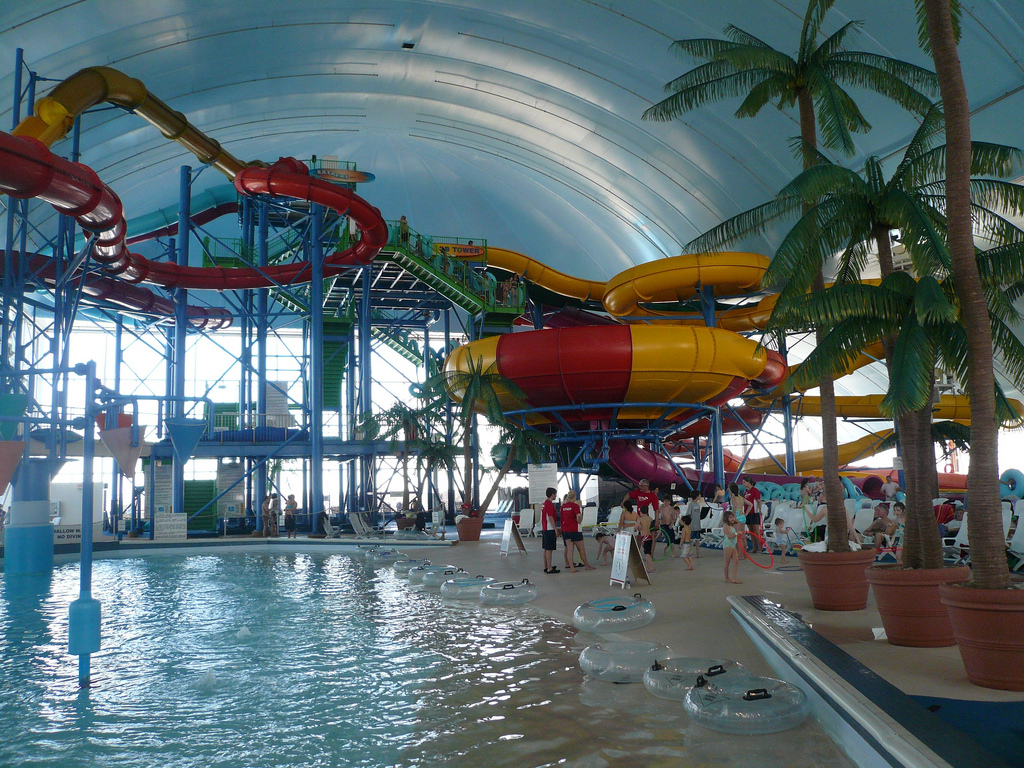
폴스뷰 실내 워터파크

폴스뷰 실내 워터파크(Fallsview Indoor Waterpark)는 캐나다 온타리오주 나이아가라 폴스에 있는 실내 워터파크이다. 2006년 5월 개장했다.